# Solhøgdene
Solhøgdene är en kulle i Antarktis. Den ligger i Östantarktis. Norge gör anspråk på området. Toppen på Solhøgdene är 1 742 meter över havet.
Terrängen runt Solhøgdene är kuperad österut, men västerut är den bergig. Trakten är obefolkad. Det finns inga samhällen i närheten. 